# Jack Phillips (radijski operater)
John George "Jack" Phillips, britanski radijski operater, * 11. april 1887, Farncombe, Surrey, Anglija, † 15. april 1912, Severni Atlantik.                                                          
Phillips je bil glavni radijski operater na ladji RMS Titanic. Na zadnji večer je bil izjemno zaposlen, ko je odpravljal zaostanke sporočil, ki so jih povzročile motnje brezžičnega omrežja. Njegov posledični odziv na dohodne signale je naveden kot glavni vzrok nesreče. Ko je atlantska ladja Mesaba poslala opozorilo o ledenem polju, ga je Phillips dobil in povedal, da ga je dobil, vendar ga ni uspel dostaviti na ladijski most. Drugo opozorilo, ki ga je poslal SS Californian, je Phillips spremenil v prepir. Potem, ko je Titanic zadel ledeno goro, pa se je Phillips po svojih največjih močeh trudil, da je poslal vse SOS signale in končno dobil odgovore iz drugih bližnjih ladij, ki so se odzvale na signale. O njegovi smrti obstaja veliko teorij, njegovega trupla pa niso nikoli našli.  

## Biografija

### Zgodnje življenje in kariera
Phillips se je rodil 11. aprila 1887 v kraju Farncombe v Surreyu. Bil je sin očeta Georgea Alfreda Philipsa in matere Ann Philips. Družina se je sprva preselila iz Trowbridgea v Wiltshireu zaradi službenih razlogov, vendar se je okoli leta 1883 preselila v Farncombe. Phillips je živel s svojimi petimi brati in sestrami, od katerih sta do odrasle dobe preživela le dve sestri dvojčici. Phillips se je učil v zasebni šoli na Hare Laneu in nato na šoli St John Street, kjer je Phillips prepeval kot zborovodja v cerkvi svetega Janeza evangeličarja - Farncombe. 
Phillips je končal šolo leta 1902 in začel delati na pošti Godalming, kjer se je učil telegrafije. Marca 1906 se je v Seaforthu začel učiti in vaditi za brezžično delo za brezžično tehnologijo, pet mesecev pozneje, avgusta pa je diplomiral. Phillipsovo prvo delo je bilo na ladji SS Teutonic, družbe White Star Line. Pozneje je služboval na RMS Lusitaniji in RMS Mauretaniji, družbe Cunard Line. Maja 1908 so ga napotili na postajo Marconi zunaj Clifdena na Irskem, kjer je delal do leta 1911, ko je bil premeščen na ladjo SS Jadran in kasneje, v začetku leta 1912, na ladjo RMS Oceanic.

### RMS Titanic
Konec marca 1912 so Phillipsa poslali v Belfast na severno Irsko, kjer je bil premeščen na ladjo RMS Titanic kot njen glavni brezžični operater. Pridružil se mu je mlajši brezžični operater Harold Bride. Pojavile so se zgodbe, da je Phillips poznal Bridea še preden sta bila premeščena na Titanic, vendar je Bride vztrajal, da se predtem še nikoli nista srečala in zato tudi poznala. Titanic je 10. aprila 1912 iz Southamptona v Angliji odplul na svojo krstno plovbo v New York City v ZDA, med plovbo pa sta Phillips in Bride prenašala osebna sporočila potnikom in od drugih ladij prejemala opozorila o ledenih gorah. Phillips je svoj 25. rojstni dan praznoval dan po začetku krstne plovbe.
14. aprila zvečer je Phillips v brezžični sobi na ladjo pošiljal sporočila Cape Raceu v Novi Fundlandiji in si prizadeval odpraviti zaostanke osebnih sporočil potnikov, ki so se nabrala, ko se je ladijska brezžična postaja Marconi pokvarila dan prej. Bride je spal v sosednji sobi in nameraval Phillipsa pustiti do polnoč. Kmalu po 21:30 uri je Phillips prejel opozorilo o plavajočem ledu od atlantske ladje Mesaba, v katerem je poročala o velikem številu ledenih gor in ledenem polju neposredno na poti proti Titanicu. Phillips je priznal Mesabino opozorilo in še naprej prenašal sporočila na Cape Race. Mesabin brezžični operater je čakal, da bo Phillips odgovoril, da je poročilo prinesel na ladijski most, vendar je Phillips še naprej delal Cape Race. To sporočilo je bilo eno najpomembnejših opozoril, ki jih je prejel Titanic, vendar na ladijski most ni nikoli prispelo. 
Phillips je ob 22:55 dobil še eno opozorilo, tokrat od ladje SS Californian. Edini Californianov brezžični operater Cyril Evans je Philipsu sporočil, da so jih ustavile velike ledene gore in ledena polja. Relativna bližina Californiana pomeni, da je bil Evansov signal močan in glasen v Phillipsovih ušesih, medtem ko so bili signali iz Cape Racea slabovidni Phillipsu in neslišni do Evansa. Phillips je hitro poslal nazaj sporočilo: "Utihni, utihni, imam delo, delam na Cape Race" in nadaljeval komunikacijo z Cape Raceom, medtem ko je Evans nekaj časa poslušal, preden je izklopil brezžično postajo in odšel spat. 
Titanic je zadel ledeno goro ob 23:40 isto noč in kmalu začel toniti. Bride se je ob trku prebudil in odšel pomagati Philipsu, kmalu pa je v radijsko sobo prišel kapitan Smith in jima naročil, naj se pripravita na pošiljanje SOS signalov. Kmalu po polnoči je spet prišel kapitan Smith in jima ukazal naj začneta pošiljati SOS signale in jima dal ocenjen položaj na katerem se je nahajal Titanic. Phillips je začel pošiljati signale na kodo CQD, Bride pa je kapitanu Smithu poročal, katere ladje prihajajo pomagati Titanicu. V nekem trenutku naj bi Bride povedal Phillipsu, da je bil novi klic SOS, in dejala: "Pošlji SOS, nov je klic in morda je tvoja zadnja priložnost, da ga pošlješ." (Mit se je razvil po potopu, da je bil to SOS prvič uporabljen, vendar je bil prej uporabljen na drugih ladjah. 
Po krajšem odmoru se je Phillips znova vrnil na delo v brezžično sobo in znova pošiljal nove SOS signale. Kmalu je v sobo pridrvel Bride in sporočil Phillipsu: "Ves sprednji del ladje je poplavljen in že pod vodo. Pametno bi bilo, da si oblečeš reševalni jopič." Bride se je pripravljal na zapustitev potapljajoče se ladje, medtem, ko je Phillips ostal v brezžični sobi in še naprej pošiljal SOS signale.
Električna energija na brezžični napeljavi se je skoraj v celoti izpraznila ob 2:02, ko je v sobo prišel kapitan Smith ter sporočil Phillipsu in Brideu, da sta opravila svoje delo in da naj se odpravita na glavno palubo. Kasneje se je Bride spomnil, da je Phillips še vedno v sobi in odhitel v sobo. Ko mu je nadel reševalni jopič, je v sobo pridrvel nek neznan član posadke (najverjetneje ladijski mornar) in poskušal zvleči Phillipsa iz sobe, vendar ga je Bride ustavil in napodil iz sobe. Ko je voda začela poplavljati radijsko sobo, sta Bride in Phillips zapustila sobo in odhitela na palubo čolnov, kjer sta se razšla, ko je voda dosegla palubo. Takrat je Bride zadnjič videl Phillipsa.

### Smrt
Obstaja veliko informacij kako je Jack Phillips umrl v potopu. Večina preživelih je trdila, da je Phillips splezal na prevrnjen zložljiv čoln B, na katerem sta bila tudi Charles Lightoller in Harold Bride, in je umrl potem, ko je zaradi nezavesti in mraza padel v vodo in utonil. Bride je celo povedal, da je videl kako so Phillipsovo truplo pripeljali na RMS Carpathio ali pa, da je bilo truplo zapuščeno na zložljivem čolnu B ali A, čeprav te govorice ne držijo, ker Phillipsovega trupla niso nikoli našli.

## Spomini
Spomini na Jacka Phillipsa so na pokopališču Nightingale, Farncombe in v Phillipsovem spominskem samostanu, ki je del Phillipsovega spominskega parka, ki leži severno od cerkve St. Peter & St Paul, Godalming.
V počastitev 100. obletnice potopitve je BBC World Service 10. aprila 2012, pet dni pred 100. obletnico potopa, predvajal radijski dokumentarec v seriji "Discovery" z naslovom "Titanic - in Her Own Words." V dokumentarnem filmu je bil Phillips veliko omenjen in pohvaljen za svoja dela med potopitvijo.